# 노코기리비키
노코기리비키(일본어: 鋸挽き 톱켜기)는 중세에서 근대에 걸쳐 집행된 일본의 형벌 중 하나이다. 에도시대 6가지 사형방법 중 최고형으로 간주되었다. 주로 살인범에게 적용했다.
결박한 죄인의 목에 가벼운 상처를 낸 후에 그 피를 묻힌 톱을 옆에 놓아둠으로써, 죄인에게 화를 입은 피해자 가족이나 행인들에게 한 번씩 목을 톱으로 켜게 하여 천천히 죽음에 이르게 하는 형벌이다. 보복형의 성격을 띠고 있었으며, 에도 시대 이전의 일본 중세시대에는 실제로 일반인들이 목을 톱으로 켜 형을 집행했다.
에도시대부터는 형식적으로 변하여 죄인을 땅속 상자에 묻어 머리만 형틀 밖으로 고정시켜둔 채 톱을 그 옆에 두고 2박 3일 동안 전시했으며, 실제로 톱을 사용하여 죽게 하는 일은 없었다고 하며, 행인이 멋대로 죽이지 못하도록 형리를 두기도 했다고 한다. 이 과정이 끝나면, 죄인을 데리고 거리를 순회한 다음, 하리츠케(죄인을 판이나 기둥 등 기물에 고정시키고 창 등으로 찔러 죽이는 형벌)에 처했다.